# Guía políticamente incorrecta del capitalismo
Guía políticamente incorrecta del capitalismo, publicado en 2007 y escrito por el economista de la escuela austríaca Robert P. Murphy, es el noveno libro de la serie de la popular serie conservadora The Politically Incorrect Guides.
Escrito como resultado de una encuesta realizada por los lectores de P.I.G. que indica que un libro sobre economía era uno de los más esenciales de añadir a la serie en expansión, The Politically Incorrect Guide to Capitalism pretende refutar conceptos erróneos comunes que ve como consecuencia de la economía keynesiana sobre lo que el capitalismo es en realidad. 
Guía políticamente incorrecta del capitalismo, argumenta en contra de las críticas políticamente correctas al capitalismo, entre las cuales se encuentran: 
- Que provoca la destrucción ecológica.
- Que causa inmensa desigualdad de ingresos, así como el racismo.
- Que conduce a un ciclo de auge y caída impredecible.

En cambio, Murphy sostiene que estos problemas son el resultado de los esfuerzos del gobierno para regular el libre mercado, que tienen el efecto de distorsión de la oferta y la demanda laissez-faire que debería fomentar la distribución más racional de los recursos posibles, así como su conservación para las generaciones futuras. Por ejemplo, con especies en peligro de extinción como los rinocerontes, argumenta que si se comercializan libremente a aquellos que utilizan sus partes se tendrá una participación en el mantenimiento de la oferta y la conservación se podría mejorar (página 49). Asimismo se argumenta que las leyes antimonopolio son innecesarias y que los "barones" en realidad beneficiaron a los pobres de EE. UU. "mucho más que cualquier ayuda del gobierno ha hecho nunca."